# Râul Trostineț
Trostineț (în ucraineană Тростянець) este principalul afluent al râului Iagorlâc, care la rândul său este un afluent de stânga al fluviului Nistru. Râul izvorăște în preajma localității Romanivka din regiunea Odesa (Ucraina), și se varsă în Iagorlâc lângă localitatea Doibani II din raionul Dubăsari (Republica Moldova).
Lungime râului constituie 46 de km, iar bazinul are o suprafață de 685 km². Gradientul râului este de 2,4 m/km. Trostinețul pe parcursul cursului traversează văi cu pante abrupte și ravene cu o lățime de până la 1,5 km și adâncimea maximă de 80 m. Apele râului sunt folosite în scopuri agricole.

## Legături externe
- Географічна енциклопедія України: в 3-х томах / Редколегія: О. М. Маринич (відпов. ред.) та ін. — К.: «Українська радянська енциклопедія» імені М. П. Бажана, 1989.